# Peter Grisebach
Peter Grisebach (* 1954 in Hameln, Landkreis Hameln-Pyrmont, Niedersachsen) ist ein deutscher Regisseur und Theater-Intendant.

## Biografie
Schon während seiner Schulzeit in Hamburg erhielt Grisebach eine Ballettausbildung und eine Ausbildung zum Konzertpianisten. Nach dem Abitur absolvierte er ein Schauspielstudium in Hamburg. Dabei entstanden erste Kontakte zur Hamburger Staatsoper und führten dort zu einem Engagement als Regieassistent. Danach ging er ans Nationaltheater Mannheim und machte dort mit seinen ersten eigenen Inszenierungen auf sich aufmerksam. Inszenierungen in Braunschweig, Osnabrück und am Stadttheater St. Gallen folgten, bevor er  1978 erstmals als Oberspielleiter für Oper und Operette ans Stadttheater Bremerhaven kam.
Von 1976 bis 1981 führte er Regie bei verschiedenen Opernprojekten im Rahmen „Junge Oper Schloss Weikersheim“ bei Jeunesses Musicales Deutschland (1976: „Die Opernprobe“ (A. Lortzing); 1977: „Die Entführung aus dem Serail“ (W.A. Mozart); 1978: „Der Wildschütz“ (A. Lortzing); 1979: „Troubadour“ (G. Verdi); 1980: „Salome“ (R. Strauss); 1981: „Der Bajazzo“ (R. Leoncavallo))
Ab 1981 inszenierte Grisebach in Münster, Ulm, Flensburg und Kiel. Von 1985 bis 1987 war er wieder am Stadttheater Bremerhaven tätig, diesmal als Operspielleiter Musiktheater. Anschließend wechselte er für sieben Jahre in derselben Funktion an das Opernhaus Kiel. In dieser Zeit führten ihn Gastinszenierungen unter anderem an das Staatstheater Oldenburg.
Von 1994 bis 2010 war Grisebach Intendant des Stadttheaters Bremerhaven.
Von 2010 bis 2020 war er Generalintendant am Schleswig-Holsteinischen Landestheater und Sinfonieorchester. Grisebach verlängerte seinen bis laufenden Vertrag nicht weiter und kündigte. Zusammen mit seiner Frau, der koreanischen Sopranistin Eun-Joo Park, ist er nach Südkorea gegangen, um dort in der 3,5-Millionen-Einwohner-Hafenstadt Busan ein Opernhaus mit aufzubauen.